# NGC 5704
NGC 5704 = NGC 5708 ist eine 13,3 mag helle Spiralgalaxie vom Hubble-Typ Sd im Sternbild Bärenhüter und etwa 128 Millionen Lichtjahre von der Milchstraße entfernt. Sie wurde am 18. März 1787 von Wilhelm Herschel mit einem 18,7-Zoll-Spiegelteleskop entdeckt, der sie dabei mit „F, S, E nearly in the meridian, resolvable“ beschrieb.
Warum die Beobachtung von John Herschel am 12. Mai 1828, bei der dieser für eine “nova” an nahezu identischer Position „F, pL, E nearly in merid.; gbM“ notierte, unter NGC 5708 zu einem zweiten Eintrag im Katalog führte, ist bis heute nicht geklärt.